# Trio pour piano no 32 de Joseph Haydn
Le trio pour piano  no 32 Hob.XV.18 en la majeur est un trio pour piano, violon et violoncelle composé par Joseph Haydn en 1794. Il est dédié à la princesse Maria Anna Esterhazy. Il est à noter que l'écriture de la partie de piano est destinée au pianoforte anglais et non plus autrichien.

## Structure
1. Allegro moderato
2. Andante - en la mineur, à
3. Allegro - en la majeur, à

## Source
- François-René Tranchefort, guide de la musique de chambre, éd. Fayard 1989 p.432  (ISBN 2-213-02403-0)